# Gerhard Fieseler Werke
A Gerhard Fieseler Werke (GFW), fundada como Fieseler Flugzeugbau, foi um fabricante alemão de aviões fundada em 1930 que, embora tenha sobrevivido alguns anos após o final da Segunda Guerra Mundial, passou a produzir apenas peças para automóveis.
Fundada por Gerhard Fieseler, a empresa tornou-se famosa por produzir aeronaves desportivas e, durante o conflito, ao desenvolver diversas aeronaves. Para ajudar no esforço de guerra alemão, a Fieseler produziu diversas aeronaves de outros fabricantes, sempre sob licença, como por exemplo o Bf 109 e o Fw 190.
Contudo, a Fieseler é mais recordada por ser a criadora da V-1, uma das Wunderwaffe (arma-maravilha) da alemanha nazi.

## Projectos

### Aeronaves[3]
- F2 Tiger
- Fieseler Fi 5
- Fieseler Fi 97
- Fieseler Fi 98
- Fieseler Fi 99
- Fi 103
- Fieseler Fi 103R (Reichenberg)
- Fieseler Fi 156 Storch
- Fieseler Fi 157
- Fieseler Fi 158
- Fieseler Fi 166
- Fieseler Fi 167
- Fieseler Fi 168
- Fieseler Fi 253
- Fieseler Fi 256
- Fieseler Fi 333

### Planador de instrução
- Kassel 12